# Лонсько
Лонсько (пол. Łońsko, нім. Lonsker Feld) — село в Польщі, у гміні Краєнка Злотовського повіту Великопольського воєводства.
Населення — 118 осіб (2011).
У 1975-1998 роках село належало до Пільського воєводства.

## Демографія
Демографічна структура станом на 31 березня 2011 року:
|          | Загалом | Допрацездатний вік | Працездатний вік | Постпрацездатний вік |
| -------- | ------- | ------------------ | ---------------- | -------------------- |
| Чоловіки | 61      | 17                 | 38               | 6                    |
| Жінки    | 57      | 18                 | 30               | 9                    |
| Разом    | 118     | 35                 | 68               | 15                   |